# Une femme opprimée
Pour plus de détails, voir Fiche technique et Distribution.
Une femme opprimée (titre original : Money Madness) est un film américain en noir et blanc réalisé par Sam Newfield, sorti en 1948.

## Synopsis
À bord d'un bus à destination de Los Angeles, Steve Clark cache une grosse somme d'argent dans sa valise. Il descend dans une petite ville. Il obtient un emploi, ce qui l'amène à rencontrer Julie Saunders. Elle vit avec une tante âgée et acariâtre qui lui rend la vie misérable. Clark, avec son charme et sa vision originale de la vie, devient instantanément un rayon de soleil pour elle, et ils se marient rapidement. Cependant, Clark lui avoue bientôt que le mariage fait partie d'un plan qu'il a élaboré. Ce plan l'aidera à blanchir une grande quantité d'argent mal acquis - mais il implique également un meurtre. Julie va être sa complice, contre sa volonté...

## Fiche technique
- Titre : Une femme opprimée
- Titre original : Money Madness
- Réalisation : Sam Newfield
- Scénario : Al Martin
- Photographie : Jack Greenhalgh
- Montage : Holbrook N. Todd
- Musique : Leo Erdody
- Direction artistique : Harry Reif, Eugene C. Stone
- Producteur : Sigmund Neufeld
- Société de production : Sigmund Neufeld Productions
- Société de distribution : Film Classics
- Pays d'origine : États-Unis
- Langue : anglais
- Format : noir et blanc - 1,37:1 - son : Mono
- Genre : film noir, policier
- Durée : 73 min
- Dates de sortie :
  -  États-Unis : 15 avril 1948
  -  France : 3 septembre 1954

## Distribution
- Hugh Beaumont : Steve Clark
- Frances Rafferty : Julie
- Harlan Warde : Donald
- Cecil Weston : Cora
- Ida Moore : Mme Ferguson
- Danny Morton : Rogers
- Joel Friedkin : M. Wagner
- Lane Chandler : policier

## Crédit d'auteurs
- (en) Cet article est partiellement ou en totalité issu de l’article de Wikipédia en anglais intitulé « Money Madness » (voir la liste des auteurs).